# Torre Maura (Roms tunnelbana)
Torre Maura är en station på Roms tunnelbanas Linea C. Stationen är uppkallad efter distriktet Torre Maura i sydöstra Rom och togs i bruk år 2014. 
Stationen Torre Maura har:
- Biljettautomater
- WC

## Kollektivtrafik
- Busshållplats för ATAC

## Omgivningar
- Kyrkan Resurrezione di Nostro Signore Gesù Cristo
- Parco di Via Carlo Santarelli